# Иоанициу, Александру
Александру Иоанициу (рум. Alexandru Ioanițiu; 2 февраля 1890, Ботошани — 17 сентября 1941, Баден, Одесская область, Украинская ССР) — румынский военный деятель, генерал-майор.

## Биография
Родился в Ботошани на севере Молдавии. Проходил обучение в военном училище в Яссах, получив звание младшего лейтенанта в 1910 году и лейтенанта в 1913 году. После того, как Румыния вступила в Первую мировую войну на стороне Союзников, участвовал в Румынской кампании 1916 года в Добрудже и в битве при Арджеше. В 1916 году получил звание капитана, а в 1917 году звание майора, когда участвовал в битве при Мэрэшешти.
После этого продолжил учебу в Национальном университете обороны Карола I в Бухаресте (1919—1920). В 1928 году получил звание подполковника, в 1933 году — полковника, а в 1939 году — бригадного генерала. С мая 1939 по сентябрь 1940 года был начальником Национального университета обороны. Под его руководством 10 июня 1940 года была создана первая румынская парашютно-десантная рота. В 1940 году стал командором ордена Короны Румынии.
С 6 сентября 1940 года занимал должность начальника Генерального штаба. Румынские войска присоединились к операции «Барбаросса» 22 июня 1941 года, чтобы вернуть утраченные территории Бессарабии и Северной Буковины, которые были присоединены Советским Союзом в июне 1940 года и захватить Одесскую область СССР.
17 сентября 1941 года сопровождал маршала Йона Антонеску на фронт, чтобы наблюдать за румынским наступлением во время осады Одессы. Сразу после того, как самолёт Fieseler Fi 156 Storch приземлился в аэропорту в Бадене (недалеко от Одессы), Александру Иоанициу погиб в результате несчастного случая: шагнул под работающий винт самолёта.
Посмертно ему было присвоено звание генерал-майора и проведено награждение орденом Михая Храброго 3-й степени «за особые заслуги на поле боя в должности начальника Генерального штаба». Похоронен на кладбище Генча в Бухаресте.
После смерти Иоанициу, пост начальника генштаба занял генерал Николае Рэдеску.
В честь него назван переулок в городе Ботошани.

## Награды
- Орден Короны Румынии: командор (указ № 1906 от 8.06.1940)
- Орден Михая Храброго III класса (8.10.1941, посмертно)